# Funk Wav Bounces Vol. 1
Albums de Calvin Harris
Motion
(2014) Funk Wav Bounces Vol. 2
(2022)
Singles
1. Slide
Sortie : 23 février 2017
2. Heatstroke
Sortie : 31 mars 2017
3. Rollin
Sortie : 12 mai 2017
4. Feels
Sortie : 16 juin 2017
5. Faking It
Sortie : 17 octobre 2017

Funk Wav Bounces Vol. 1 est le cinquième album studio du disc jockey et producteur écossais Calvin Harris, sorti le 30 juin 2017 sur le label Columbia Records.

## Développement
Calvin Harris commence par annoncer qu'il sortira 10 singles en 2017. Le 15 février 2017, il annonce sur Twitter avoir travaillé avec "les meilleurs artistes de notre génération", annonçant ensuite les différentes collaborations de l'album. Le 9 mai, il annonce que l'album sortira le 30 juin.

## Singles
Le premier single de l'album, Slide, sort le 23 février 2017. La chanson contient les vocaux de Frank Ocean et de Migos.
Le deuxième single, Heatstroke, sort le 31 mars 2017. La chanson contient les vocaux de Young Thug, Pharrell Williams et Ariana Grande.
Le troisième single, Rollin, sort le 12 mai 2017. La chanson contient les vocaux de Future et de Khalid.
Le quatrième single, Feels, sort le 16 juin 2017. La chanson contient les vocaux de Pharrell Williams, Katy Perry et Big Sean. Le titre rencontre un certain succès dans le monde, en se classant numéro 1 des ventes dans plusieurs pays. Il est également le premier de l'album a bénéficier d'un clip.
Le cinquième et dernier single, Faking It, sort le 17 octobre 2017. La chanson contient les vocaux de Kehlani et Lil Yachty .

## Liste des pistes
| 1.    | Slide (feat. Frank Ocean & Migos)                                 | - Calvin Harris - Frank Ocean - Quavo - Offset - Takeoff       | 3:50 |
| 2.    | Cash Out (feat. Schoolboy Q & PartyNextDoor & D.R.A.M.)           | - Harris - Starrah - Schoolboy Q - D.R.A.M. - Rogét Chahayed   | 3:55 |
| 3.    | Heatstroke (feat. Young Thug & Pharrell Williams & Ariana Grande) | - Harris - Young Thug - Pharrell Williams - Starrah            | 3:49 |
| 4.    | Rollin (feat. Future & Khalid)                                    | - Harris - Future - Khalid                                     | 4:32 |
| 5.    | Prayers Up (feat. Travis Scott & A-Trak)                          | - Harris - Travis Scott - Starrah                              | 3:24 |
| 6.    | Holiday (feat. Snoop Dogg & John Legend & Takeoff)                | - Harris - Snoop Dogg - John Legend - Quavo - Offset - Takeoff | 2:49 |
| 7.    | Skrt on Me (feat. Nicki Minaj)                                    | - Harris - Nicki Minaj - Starrah                               | 3:48 |
| 8.    | Feels (feat. Pharrell Williams & Katy Perry & Big Sean)           | - Harris - Pharrell Williams - Starrah - Katy Perry - Big Sean | 3:43 |
| 9.    | Faking It (feat. Kehlani & Lil Yachty)                            | - Harris - Jessie Reyez - Lil Yachty                           | 4:00 |
| 10.   | Hard to Love (feat. Jessie Reyez)                                 | - Harris - Jessie Reyez                                        | 3:50 |
| 37:40 |                                                                   |                                                                |      |